# 1346
| [ Edytuj tabelę ]                          |                                                                  |
| Król Polski                                | - 1333 Kazimierz III Wielki 1370                                 |
| Król Albanii                               | - 1332 Robert 1364                                               |
| Współksiążęta Andory                       | - 1341 Pere de Narbona 1348 - 1343 Gaston III 1391               |
| Król Anglii                                | - 1327 Edward III 1377                                           |
| Król Aragonii i Walencji, hrabia Barcelony | - 1336 Piotr IV Aragoński 1387                                   |
| Władca Azteków                             | - 1325 Tenoch 1376                                               |
| Książę Bawarii                             | - 1340 Ludwik IV 1347                                            |
| Margrabia Brandenburgii                    | - 1320 Ludwik 1351                                               |
| Książę Burgundii                           | - 1315 Eudes IV 1349                                             |
| Cesarz Bizancjum                           | - 1341 Jan V Paleolog 1347                                       |
| Car Bułgarii                               | - 1331 Iwan Aleksander 1371                                      |
| Cesarz Chin                                | - 1333 Huizong 1368                                              |
| Król Cypru                                 | - 1324 Hugo IV 1359                                              |
| Król Czech                                 | - 1310 Jan Luksemburski 1346 - 1346 Karol IV Luksemburski 1378   |
| Król Danii                                 | - 1340 Waldemar Atterdag 1376                                    |
| Władca Egiptu                              | - 1345 Al-Kamil Szaban 1346 - 1346 Al-Muzaffar Hadżdżi 1347      |
| Cesarz Etiopii                             | - 1344 Nyuaje Krystos 1372                                       |
| Król Francji                               | - 1328 Filip VI 1350                                             |
| Król Gruzji                                | - 1314 Jerzy V Wspaniały 1346 - 1346 Dawid IX 1360               |
| Hrabia Holandii                            | - 1345 Małgorzata Bawarska 1351 - 1346 Wilhelm V 1358            |
| Cesarz Japonii                             | - 1339 Go-Murakami 1368                                          |
| Kalif                                      | - 1341 Al-Hakim II 1352                                          |
| Król Kastylii i Leónu                      | - 1312 Alfons XI 1350                                            |
| Patriarcha Konstantynopola                 | - 1334 Jan XIV Kalekas 1347                                      |
| Władca Korei                               | - 1344 Ch’ungmok 1348                                            |
| Wielki książę litewski                     | - 1345 Olgierd 1377                                              |
| Cesarz Majapahitu                          | - 1328 Tribhuwana Widżajatunggadewi 1350                         |
| Sułtan Maroka                              | - 1331 Abu al-Hassan Ali I 1350                                  |
| Książę Mediolanu                           | - 1339 Giovanni 1354                                             |
| Senior Monako                              | - 1338 Karol I 1357                                              |
| Wielki książę moskiewski                   | - 1340 Siemion Dumny 1353                                        |
| Król Nawarry                               | - 1342 Joanna II z Nawarry 1349                                  |
| Król Norwegii                              | - 1319 Magnus Eriksson 1355 - 1343 Haakon VI Magnusson 1380      |
| Hrabia Palatynatu                          | - 1327 Rudolf II Wittelsbach 1353                                |
| Papież                                     | - 1342 Klemens VI 1352                                           |
| Król Portugalii                            | - 1325 Alfons IV 1357                                            |
| Cesarz Rzymski (niemiecki)                 | - 1314 Ludwik IV Bawarski 1347 - 1346 Karol IV Luksemburski 1378 |
| Książę Saksonii                            | - 1298 Rudolf I 1356                                             |
| Car Serbii                                 | - 1331 Stefan Urosz IV Duszan 1355                               |
| Król Szkocji                               | - 1329 Dawid II Bruce 1371                                       |
| Król Szwecji                               | - 1319 Magnus Eriksson 1363                                      |
| Sułtan Turków                              | - 1324 Orchan 1360                                               |
| Doża Wenecji                               | - 1342 Andrea Dandolo 1354                                       |
| Król Węgier                                | - 1342 Ludwik Andegaweński 1382                                  |
| Wielki mistrz zakonu krzyżackiego          | - 1345 Heinrich Dusemer von Arfberg 1351                         |

Rok 1346 / MCCCXLVI
stulecia: XIII wiek ~
XIV wiek ~
XV wiek

lata: 1336 «
1341 «
1342 «
1343 «
1344 «
1345 «
1346
» 1347
» 1348
» 1349
» 1350
» 1351
» 1356

## Wydarzenia w Polsce
- 19 kwietnia – Bydgoszcz otrzymała od Kazimierza III Wielkiego prawa miejskie[1].
- 22 czerwca – Nowy Targ otrzymał od Kazimierza III Wielkiego prawa miejskie.
- 12 lipca – Bytów otrzymał prawa miejskie.
- Statuty wiślicko-piotrkowskie, pierwsze kodyfikacje prawa zwyczajowego w Polsce.
- Będzin został lokowany na prawie polskim.

## Wydarzenia na świecie
- 16 kwietnia – Stefan Urosz IV Duszan został koronowany na króla Serbów i Greków.
- 11 lipca – królem Niemiec został Karol IV Luksemburski.
- 21 sierpnia – założono Związek Sześciu Miast górnołużyckich.
- 26 sierpnia – wojna stuletnia: angielski król Edward III pokonał Francuzów w bitwie pod Crécy.
- 17 października – po porażce w bitwie pod Neville's Cross, król Szkocji Dawid II trafił do angielskiej niewoli.
- 26 listopada – Karol IV Luksemburski został koronowany w katedrze w Bonn na antykróla Niemiec.
- Wzmianki o pobycie Cyganów na wyspie Korfu.
- Początek epidemii Czarnej śmierci w Europie.
- Oblężenie Kaffy przez wielkiego chana Dżany Bega. Wśród wojsk mongolskich wybuchła epidemia Czarnej śmierci. Zmarłych żołnierzy chan nakazał rzucać z katapult do miasta.

## Zmarli
- 14 kwietnia – Jan IV z Kępy Łodzia, biskup poznański (ur. ?)
- 26 sierpnia – Jan Luksemburski, hrabia Luksemburga, król Czech (ur. 1296)
- data dzienna nieznana:
  - Henryk I Jaworski, książę jaworski z dynastii Piastów (ur. ok. 1294)